# Dunlavin
Dunlavin (Iers: Dún Leamhán) is een plaats in het Ierse graafschap Wicklow. De plaats telt 814 inwoners.